# Narodowy Dzień Powstań Śląskich
Narodowy Dzień Powstań Śląskich – polskie święto państwowe niebędące dniem wolnym od pracy, przypadające 20 czerwca w rocznicę wkroczenia wojsk polskich na Górny Śląsk w 1922 roku po ostatecznych rozstrzygnięciach granicznych w wyniku powstań i plebiscytu. Ustawa ustanawiająca święto została przyjętą przez Sejm 12 maja 2022 (projekt ustawy został złożony przez prezydenta).

## Znaczenie daty

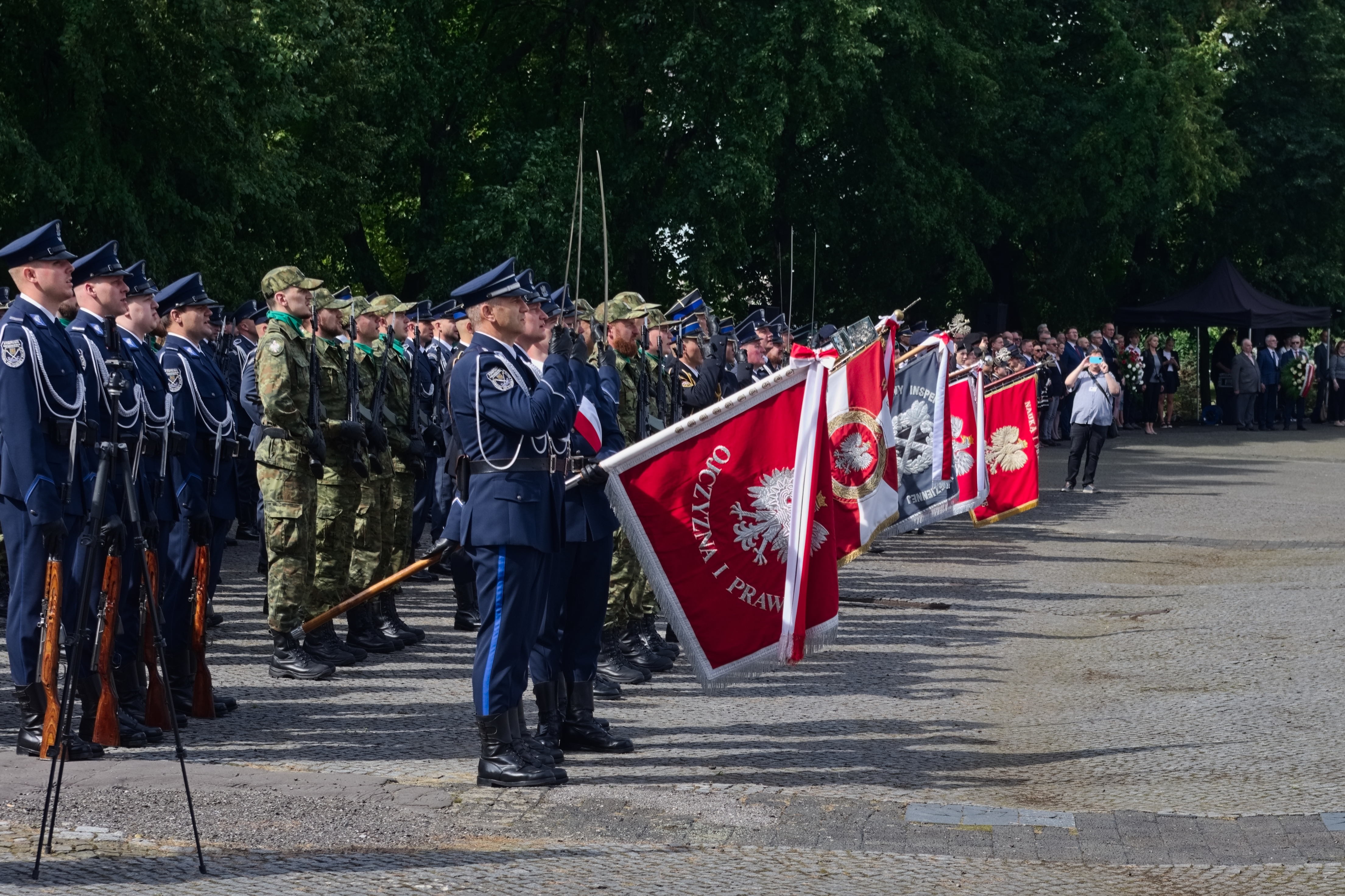
Obchody święta w Katowicach przy Pomniku Powstańców Śląskich (2024)

W wyniku trzech powstań śląskich, plebiscytu, poplebiscytowych decyzji Rady Ligi Narodów i Rady Ambasadorów do Polski trafiła około ⅓ spornego terytorium na Górnym Śląsku. 20 czerwca 1922 roku Wojsko Polskie rozpoczęło wkraczanie na przyznane Polsce terytorium i przekroczyło granicę w okolicy Szopienic (na terytorium przyznane Polsce wojsko wkraczało etapami).

## Historia inicjatywy i ustanowienie święta
O ustanowienie święta apelował m.in. Sejmik Województwa Śląskiego czy Towarzystwo Społeczno-Kulturalne Polski Śląsk. Projekt ustawy został złożony przez prezydenta Andrzeja Dudę. Ustawa ustanawiająca święto została przyjętą przez Sejm 12 maja 2022 roku. Następnie ustawa trafiła do Senatu, który 18 maja przyjął ją jednomyślnie; 7 czerwca została podpisana przez prezydenta Andrzeja Dudę w Katowicach. Ustawa o ustanowieniu Narodowego Dnia Powstań Śląskich została ogłoszona w Dzienniku Ustaw 9 czerwca 2022 roku. Weszła w życie 10 czerwca 2022 roku. Pierwsze obchody Narodowego Dnia Powstań Śląskich po uchwaleniu i wejściu w życie ustawy ustanawiające to święto państwowe odbyły się 20 czerwca 2022 roku.